# Салагов, Семён Иванович
Князь Семён Иванович Салагов ( Сологашвили ) (24 мая (4 июня) 1756—4 (16) февраля 1820) — генерал-лейтенант, сенатор, президент Генерал-аудиториата, член Совета военного министра.

## Биография
Происходил из древнего грузинского княжеского рода.
Родился 24 мая (4 июня) 1756 года. В военную службу определён 21 августа 1771 года подпрапорщиком в Севский пехотный полк и, находясь почти с первых дней своей службы в походе против турок, в 1774 году был назначен полковым адъютантом.
В 1776 году переведён в формировавшийся тогда из компанейских казачьих полков Черниговский легкоконный полк; в 1778 году назначен полковым квартирмейстером; в 1784 году произведён в подпоручики.
Во время путешествия императрицы Екатерины в Новороссийский край в 1787 году был командирован с первым эскадроном Черниговского полка для встречи императора Священной Римской империи Иосифа II.
Во время осады турецкой крепости Хотина в 1788 году был послан к трехбунчужному Гассан-паше для переговоров о сдаче, и за отличное исполнение поручения получил чин подполковника.
В 1789 году состоял при главнокомандующем расположенной на Кавказской линии армией для выполнения секретных поручений и переговоров с горскими народами, а оттуда с открытием русско-шведской войны командирован в Финляндию для заведования поставками в армию продовольствия. Здесь он представил главнокомандующему проект о найме подвод и транспортировании необходимых для армии предметов, который и был удостоен Высочайшего одобрения. Полученная казной, от предложенного Салаговым плана, польза исчислялась более, чем миллионом рублей и князь Салагов был награждён орденом св. Владимира 4-й степени и чином полковника с переводом в Сумский легкоконный полк.
16 июля 1797 года произведён в генерал-майоры с назначением шефом Смоленского драгунского полка.
22 апреля 1798 года последовало Высочайшее повеление об увольнении его от службы. Князь Салагов уже сдал полк, как неожиданно получил повеление явиться в Санкт-Петербург. На аудиенции император Павел Петрович объявил ему, что «отставка его произошла по ошибке, что он впредь может надеяться на милости Его Величества», и 9 сентября назначил его командиром Лейб-гусарского полка.
В 1800 году князь Салагов снова находился, правда, довольно непродолжительное время (с 12 января по 15 июля) в отставке. В том же году, 15 июля, произведён в генерал-лейтенанты, с назначением сенатором.
8 сентября 1805 года назначен президентом Генерал-аудиториата, а по упразднении его 28 февраля 1812 года — непременным членом Совета военного министра, в каковом звании и состоял до конца своей жизни. Во время Отечественной войны 1812 года Салагов был председателем устроительного комитета Санкт-Петербургского ополчения.

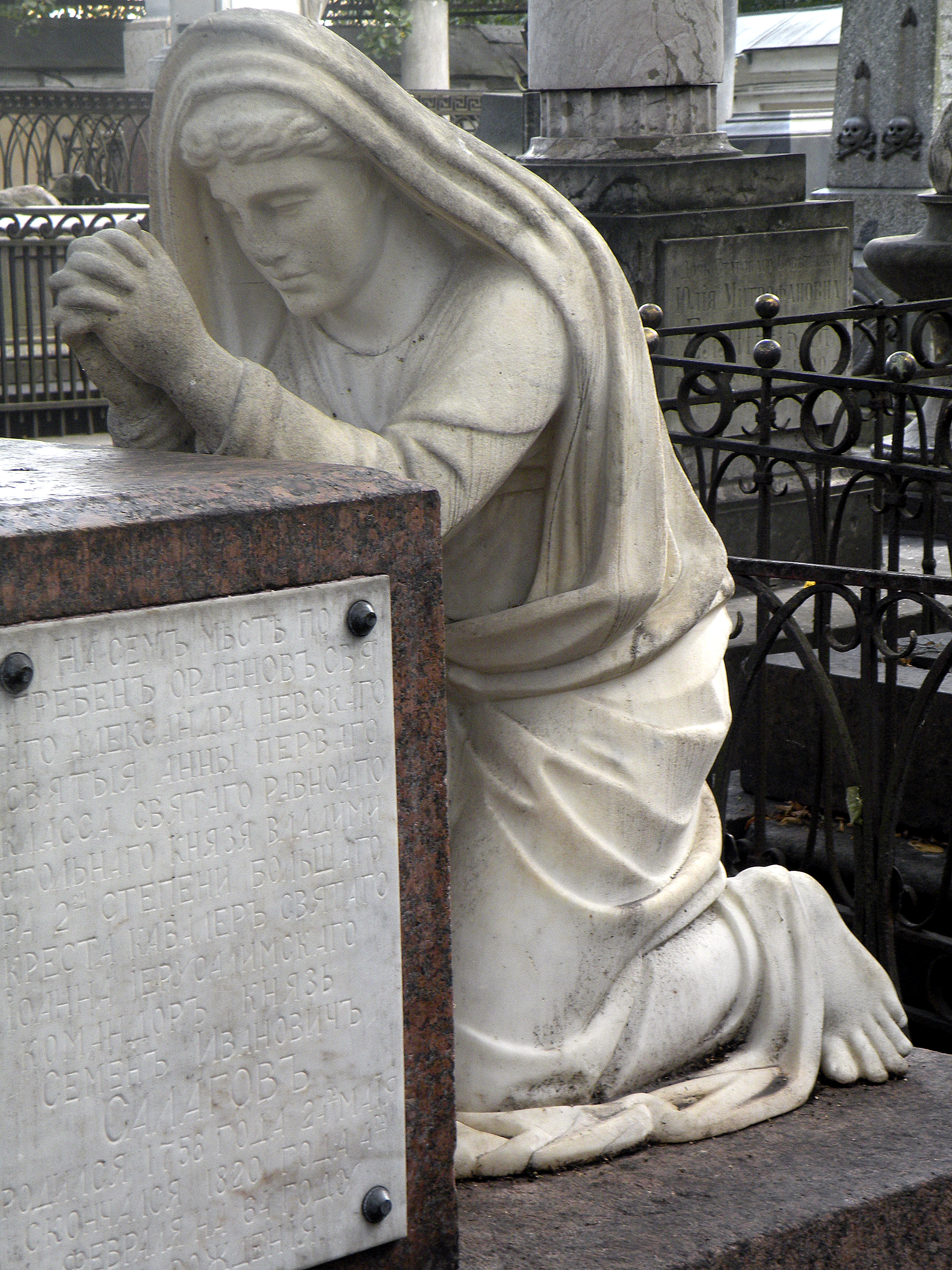
Надгробие Салагова

Скончался от чахотки 4 (16) февраля 1820 года в Санкт-Петербурге, похоронен на Лазаревском кладбище Александро-Невской лавры.
Среди прочих наград князь Салагов имел ордена:
- Орден Святого Иоанна Иерусалимского
- Орден Святой Анны 1-й степени с алмазами (1802)
- Орден Святого Владимира 2-й степени (1808)
- Орден Святого Александра Невского (24.04.1809)

Жена — Марфа Фёдоровна Салагова (1767 — 22.04.1824), умерла от чахотки, похоронена рядом с мужем.